# Kazimierz Wiśniewski (oficer)
Kazimierz Wiśniewski (ur. 6 lutego 1895 w Warszawie, zm. 3 sierpnia 1953 tamże) – kapitan administracji (piechoty) Wojska Polskiego.

## Życiorys
Kazimierz Wiśniewski urodził się 6 lutego 1895 roku w Warszawie. Był synem Piotra (1857–1932) i Józefy z Grabowskich (1860–1932). 
Od sierpnia 1914 roku pełnił służbę w Legionach Polskich. Początkowo był adiutantem V batalionu, a następnie komendantem plutonu. 9 października 1914 roku w Jakubowicach, Józef Piłsudski mianował go podporucznikiem. Awans ten nie był uznawany przez austro-węgierskie władze wojskowe. Cesarska i królewska Naczelna Komenda Armii mianowała go chorążym – 28 kwietnia 1916 roku, a podporucznikiem dopiero 1 listopada 1916 roku. Później został przeniesiony do Komendy Grupy Polskich Legionów, a następnie do Departamentu Wojskowego Naczelnego Komitetu Narodowego. W 1916 roku był oficerem werbunkowym w Puławach, a od 6 kwietnia do 4 czerwca 1917 roku – kierownikiem Powiatowego Urzędu Zaciągu w Puławach . Jego oddziałem macierzystym był 1 pułk piechoty.
7 kwietnia 1919 roku został przeniesiony ze Szkoły Żandarmerii do 3 pułku piechoty Legionów. 1 czerwca 1921 roku pełnił służbę w 6 pułku piechoty Legionów. 3 maja 1922 roku został zweryfikowany w stopniu kapitana ze starszeństwem z dniem 1 czerwca 1919 roku i 719. lokatą w korpusie oficerów piechoty, a jego oddziałem macierzystym był nadal 6 pp Leg. W latach 1923–1924 służył w 45 pułku piechoty Strzelców Kresowych w Równem.
W 1928 roku pełnił służbę w Państwowym Urzędzie Wychowania Fizycznego i Przysposobienia Wojskowego w Warszawie. 31 marca 1930 roku został przeniesiony do Korpusu Ochrony Pogranicza. W tym samym roku odbył trzymiesięczną praktykę w 1 pułku artylerii polowej Legionów (15 czerwca – 7 sierpnia) i 6 pułku piechoty Legionów (8 sierpnia – 15 września), a następnie ukończył Kurs próbny przy Wyższej Szkole Wojennej (15 października – 15 grudnia). 5 stycznia 1931 roku został powołany z KOP do Wyższej Szkoły Wojennej w Warszawie, w charakterze słuchacza Kursu 1930–1932. Z dniem 1 listopada 1932 roku, po ukończeniu kursu, lecz bez otrzymania dyplomu naukowego oficera dyplomowanego, został ponownie przeniesiony do KOP. Od 5 lipca 1933 do 30 marca 1934 roku dowodził kompanią graniczną „Prozoroki”, następnie pełnił obowiązki adiutanta batalionu KOP „Podświle”, a od 11 sierpnia 1934 roku dowodził kompanią graniczną „Gudulino”. W 1937 roku, po ukończeniu 42 roku życia, został przeniesiony do grupy administracyjnej korpusu oficerów administracji z zachowaniem barw oficera piechoty. W 1939 roku pełnił służbę w Dowództwie Obszaru Warownego „Wilno” na stanowisku II oficera sztabu . W czasie kampanii wrześniowej 1939 roku został internowany na Litwie, a następnie w obozie NKWD w Griazowcu .
Zmarł 3 sierpnia 1953 roku w Warszawie. Został pochowany na cmentarzu Powązkowskim (kwatera 190-2-12,13).
Był mężem Teresy Skirmunt h. Dąb (1901–1962), z którą miał córkę Halinę (1927–1988).

## Ordery i odznaczenia
- Krzyż Niepodległości (3 maja 1932)[18]
- Srebrny Krzyż Zasługi (17 marca 1930)[19]
- Medal 10 Rocznicy Wojny Niepodległościowej (Łotwa)[20]